# Лауреаты Премии Правительства Российской Федерации в области образования (2023)
 Лауреаты Премии Правительства Российской Федерации в области образования 2023 года — перечень награждённых правительственной наградой Российской Федерации, присужденной за достижения в образовательной деятельности.
Лауреаты определены Постановлением Правительства РФ от 15 сентября 2023 г. N 2484-р на основании предложения Межведомственного совета по присуждению премий Правительства в области образования.

## О Премии
Постановлением Правительства Российской Федерации от 26 августа 2004 года № 440 «О премиях Правительства Российской Федерации в области образования» в целях развития педагогической науки, инновационных процессов в образовательной практике, создания эффективных технологий обучения учреждены 20 ежегодных премий Правительства Российской Федерации в области образования в размере 1 млн рублей каждая.

## Лауреаты и другая информация
1) Головиной Светлане Геннадьевне, кандидату архитектуры, доценту, первому проректору федерального государственного бюджетного образовательного учреждения высшего образования «Санкт-Петербургский государственный архитектурно-строительный университет», Васильеву Ярославу Владимировичу, кандидату технических наук, доценту, доценту кафедры, Терентьеву Алексею Вячеславовичу, доктору технических наук, доценту, профессору кафедры, Евтюкову Сергею Аркадьевичу, доктору технических наук, профессору, заведующему кафедрой, — работникам того же учреждения; Карелиной Марии Юрьевне, доктору технических наук, доктору педагогических наук, профессору, проректору федерального государственного бюджетного образовательного учреждения высшего образования «Государственный университет управления», — за инновационную разработку: комплект учебно-методических пособий «Научно-методическое обеспечение системы подготовки специалистов и формирования комплексных компетенций в сфере цифровой трансформации управления транспортной инфраструктурой и безопасностью дорожного движения»;
2) Бабошиной Эльмире Сергеевне, кандидату экономических наук, проректору по учебной работе федерального государственного бюджетного образовательного учреждения высшего образования «Тольяттинский государственный университет», Боюру Роману Васильевичу, проректору по цифровизации, Кутузову Антону Игоревичу, директору центра маркетинга, Соколовой Татьяне Александровне, директору центра гуманитарных технологий и медиакоммуникаций "Молодёжный медиахолдинг «Есть talk!», — работникам того же учреждения, — за научно-практическую разработку «Система высшего образования онлайн, обеспечивающая контролируемое качество обучения и сопровождения на основе анализа вовлеченности, мотивированности и академической успешности»;
3) Власенко Николаю Александровичу, доктору юридических наук, профессору, профессору кафедры Юридического института федерального государственного автономного образовательного учреждения высшего образования «Российский университет дружбы народов имени Патриса Лумумбы», Муромцеву Геннадию Илларионовичу, доктору юридических наук, профессору, профессору-консультанту кафедры того же института учреждения; Ястребову Олегу Александровичу, доктору юридических наук, доктору экономических наук, профессору, ректору федерального государственного автономного образовательного учреждения высшего образования «Российский университет дружбы народов имени Патриса Лумумбы»; Клишасу Андрею Александровичу, доктору юридических наук, профессору, сенатору Российской Федерации — представителю от Правительства Красноярского края, председателю Комитета Совета Федерации по конституционному законодательству и государственному строительству; Чечельницкому Илье Валентиновичу, кандидату юридических наук, первому заместителю руководителя рабочего аппарата Уполномоченного по правам человека в Российской Федерации, — за учебник «Теория государства и права»;
4) Гриншкуну Вадиму Валерьевичу, доктору педагогических наук, профессору, академику Российской академии образования, профессору департамента института цифрового образования государственного автономного образовательного учреждения высшего образования города Москвы «Московский городской педагогический университет», Заславской Ольге Юрьевне, доктору педагогических наук, профессору, профессору департамента, Григорьеву Сергею Георгиевичу, доктору технических наук, профессору, члену-корреспонденту Российской академии образования, профессору департамента, — работникам того же института учреждения; Копыловой Виктории Викторовне, кандидату педагогических наук, доценту, вице-президенту по издательской деятельности Корпоративного центра управления акционерного общества "Издательство «Просвещение»; Пилосян Элине Анатольевне, кандидату технических наук, доценту кафедры федерального государственного бюджетного образовательного учреждения высшего образования «Сочинский государственный университет», — за комплексную научно-практическую разработку «Педагогическая система профессиональной переподготовки и повышения квалификации учителей к работе в условиях информатизации общего и дополнительного образования детей»;
5) Филичевой Татьяне Борисовне, доктору педагогических наук, профессору, профессору кафедры федерального государственного бюджетного образовательного учреждения высшего образования «Московский педагогический государственный университет», Тумановой Татьяне Володаровне, доктору педагогических наук, профессору, профессору кафедры того же учреждения; Гордеевой Полине Александровне, профессору кафедры федерального государственного казенного военного образовательного учреждения высшего образования «Новосибирский военный ордена Жукова институт имени генерала армии И. К. Яковлева войск национальной гвардии Российской Федерации»; Сорокоумовой Светлане Николаевне, доктору психологических наук, профессору, профессору Российской академии образования, профессору кафедры федерального государственного бюджетного образовательного учреждения высшего образования «Российский государственный социальный университет», — за научно-практическую инновационную разработку "Дополнительная программа профессиональной переподготовки работников образовательных и иных организаций «Логопедия во всех сферах жизни человека»;
6) Феофанову Александру Николаевичу, доктору технических наук, профессору, профессору кафедры федерального государственного бюджетного образовательного учреждения высшего образования "Московский государственный технологический университет «СТАНКИН», Гришиной Татьяне Геннадьевне, доктору технических наук, доценту, профессору кафедры, Капитанову Алексею Вячеславовичу, доктору технических наук, доценту, заведующему кафедрой, — работникам того же учреждения, — за комплект учебно-методических пособий «Учебно-методический комплект по подготовке специалистов в сфере среднего профессионального образования для сквозных видов профессиональной деятельности в промышленности»;
7) Черновой Нине Николаевне, кандидату педагогических наук, доценту, доценту кафедры бюджетного учреждения Чувашской Республики дополнительного профессионального образования «Чувашский республиканский институт образования» Министерства образования и молодёжной политики Чувашской Республики; Николаевой Людмиле Васильевне, учителю начальных классов муниципального бюджетного общеобразовательного учреждения средняя общеобразовательная школа «Мозаика», — за линию учебных пособий «Чӑваш чӗлхи» (Чувашский язык);
8) Портнягиной Ирине Юрьевне, учителю истории и обществознания муниципального бюджетного общеобразовательного учреждения «Многопрофильная языковая гимназия N 4»; Бахметьевой Елене Александровне, учителю истории и обществознания муниципального бюджетного общеобразовательного учреждения «Средняя общеобразовательная школа N 8», — за учебные пособия «Забайкаловедение: история Забайкальского края с древнейших времен до начала XVI века»; «Забайкаловедение: история Забайкальского края XVI—XVII века»;
9) Солтаханову Ибрагиму Эльбековичу, кандидату филологических наук, доценту, доценту кафедры федерального государственного бюджетного образовательного учреждения высшего образования «Чеченский государственный университет имени Ахмата Абдулхамидовича Кадырова»; Солтаханову Эльбеку Хусаиновичу, кандидату педагогических наук, доценту (посмертно); Эдилову Салауды Элимирзаевичу, кандидату филологических наук, доценту кафедры федерального государственного бюджетного образовательного учреждения высшего образования «Чеченский государственный педагогический университет», — за учебно-методический комплекс для начальной школы по предметам: «чеченский язык и чеченская литература».